# YMC엔터테인먼트의 음반
이 문서는 YMC엔터테인먼트에서 발매한 음반 목록이다.

## 2010년대
- 2010년 12월 22일 휘성 - [Digital Single] Winter Night[1]
- 2011년 1월 18일 마이티 마우스 - Mighty Fresh
- 2011년 3월 11일 마이티 마우스 - [Digital Single] 톡톡 (Original Ver.)
- 2011년 3월 15일 휘성 - 가슴 시린 이야기
- 2011년 6월 29일 마이티 마우스 - [Digital Single] 랄랄라
- 2011년 8월 12일 마이티 마우스 - 레이싱퀸2 OST Part.1[2]
- 2011년 9월 16일 마이티 마우스 - [Digital Single] Super Hero[3]
- 2011년 10월 10일 휘성 - 놈들이 온다
- 2012년 1월 26일 휘성 - 해를 품은 달 OST Part.3
- 2012년 2월 9일 에일리 - [Digital Single] Heaven[4]
- 2012년 2월 21일 에일리 - 드림하이 OST Part.4[5]
- 2012년 4월 12일 배치기 - 두 마리
- 2012년 5월 10일 마이티 마우스 - [Digital Single] 나쁜놈
- 2012년 6월 7일 휘성 - [Digital Single] 감기라도걸릴까[6]
- 2012년 6월 14일 신보라 - 유령 OST Part.2
- 2012년 9월 10일 마이티 마우스 - [Digital Single] 뿌러졌어[7]
- 2012년 9월 19일 마이티 마우스 - 네비게이션
- 2012년 9월 27일 휘성 - [Digital Single] DOKKUN Project part 1
- 2012년 10월 16일 에일리 - Invitation
- 2012년 11월 5일 에일리  - 풀하우스 테이크2 OST Part.1
- 2012년 11월 22일 신보라 - [Digital Single] This Love Part.2
- 2012년 12월 7일 마이티 마우스 - [Digital Single] Good-Bye
- 2012년 12월 18일 에일리 - [Digital Single] Hitman Project #1 : A Tribute To The Hitman,David Foster
- 2013년 1월 14일 배치기 - Part.2
- 2013년 1월 28일 에일리 - 야왕 OST Part.2
- 2013년 3월 24일 배치기 - [Digital Single] 뜨래요
- 2013년 4월 4일 배치기,신보라 - 내 연애의 모든 것 OST Part.1
- 2013년 4월 18일 에일리 - 스트로베리 익스트림 페스티벌 Part.1[8]
- 2013년 7월 12일 에일리 - A's Doll House
- 2013년 9월 9일 에일리 - [Digital Single] 듀스 20주년 헌정앨범 Part.2[9]
- 2013년 9월 16일 에일리 - [Digital Single] Higher
- 2013년 10월 30일 에일리 - 드라마 비밀 OST Part.5
- 2013년 11월 29일 휘성 - [Digital Single] Special Love[10]
- 2013년 12월 2일 신보라 - [Digital Single] 꽁꽁
- 2014년 1월 6일 에일리 - [Digital Single] 노래가 늘었어
- 2014년 1월 17일 휘성 - [Digital Single] 호호빵빵[11]
- 2014년 4월 23일 배치기 - 쓰리데이즈 OST Part.7
- 2014년 4월 28일 에일리 - U&I
- 2014년 5월 12일 휘성 - The Best Man
- 2014년 5월 13일 에일리 - 트라이앵글 OST Part.1
- 2014년 7월 11일 에일리 - [Digital Single] re;code Episode V[12]
- 2014년 7월 17일 럭키제이 - [Digital Single] 들리니
- 2014년 8월 13일 에일리 - 운명처럼 사랑해 OST Part.6
- 2014년 8월 13일 휘성 - 괜찮아 사랑이야 OST Part.4
- 2014년 8월 18일 럭키제이 - 유혹 OST Part.6
- 2014년 8월 22일 에일리 - [Digital Single] A Real Man[13]
- 2014년 8월 25일 휘성 - [Digital Single] 얼마짜리 사랑[14]
- 2014년 8월 29일 배치기 - [Digital Single] 소년점프
- 2014년 9월 25일 에일리 - Magazine
- 2014년 10월 2일 휘성 - [Digital Single] 친구로 남아줄게[15]
- 2014년 12월 9일 휘성 - [Digital Single] 아무일 없었다는 듯[16]
- 2014년 12월 19일 슈가볼 - [Digital Single] 나한테 집중해
- 2014년 12월 31일 배치기 - [Digital Single] 악몽
- 2015년 1월 19일 에일리 - 빛나거나 미치거나 OST Part.1
- 2015년 2월 12일 휘성,에일리 - [Digital Single] WS Duet Project No.4 Kiss
- 2015년 2월 24일 신보라 - The Message Part.1[17]
- 2015년 3월 16일 슈가볼, 소울라이츠 - [Digital Single] 엇갈려
- 2015년 3월 27일 에일리 - 언프리티 랩스타 Track 6[18]
- 2015년 4월 10일 신보라 - [Digital Single] 미스매치
- 2015년 4월 24일 제시 - [Digital Single] 나이고 싶어
- 2015년 5월 4일 배치기 - 후아유 - 학교 2015 OST Part.2
- 2015년 6월 8일 소울라이츠 - Fall
- 2015년 6월 30일 에일리 - [Digital Single] Johnny (쟈니)
- 2015년 7월 30일 제이켠 - [Digital Single] 나쁜 X[19]
- 2015년 8월 6일 배치기 - 갑중갑[20]
- 2015년 9월 15일 제시 - [Digital Single] 쎈언니
- 2015년 9월 30일 에일리 - VIVID
- 2015년 10월 21일 배치기 - [Digital Single] 이별의 품격
- 2015년 11월 3일 슈가볼 - Yours
- 2015년 11월 11일 백찬, 주희 - [Digital Single] 미련은 미련일뿐야
- 2015년 11월 30일 제시 - [Digital Single] 뒷꿈치 들어
- 2015년 12월 4일 에일리 - [Digital Single] Q&A[21]
- 2015년 12월 8일 휘성 - 화려한 유혹 OST Part.2
- 2015년 12월 22일 제시 - 화려한 유혹 OST Part.3
- 2016년 1월 8일 럭키제이 - [Digital Single] No Love
- 2016년 1월 13일 배치기 - [Digital Single] 왈칵
- 2016년 1월 28일 휘성 - [Digital Single] 진짜 사랑 노래[22]
- 2016년 3월 15일 제시 - [Digital Single] 살찐 사랑
- 2016년 3월 17일 에일리 - 돌아와요 아저씨 OST Part.4
- 2016년 3월 31일 제시 - [Digital single] 쾌지나 칭칭나네[23]
- 2016년 4월 5일 I.O.I - [Digital Single] Crush
- 2016년 4월 8일 슈가볼,제이켠 - [Digital Single] 남녀 사이에 친구가 어딨어
- 2016년 4월 8일 제시 - [Digital Single] 듀엣가요제 1회[24]
- 2016년 4월 15일 제시 - [Digital Single] 듀엣가요지 2회[25]
- 2016년 4월 27일 제시 - [Digital Single] 투유 프로젝트 - 슈가맨 Part.28[26]
- 2016년 4월 29일 슈가볼 - [Digital Single] 사라져버려
- 2016년 5월 4일 I.O.I - Chrysalis
- 2016년 5월 15일 에일리 - [Digital Single] 판타스틱 듀오 Part.4[27]
- 2016년 5월 22일 에일리 - [Digital Single] 판타스틱 듀오 Part.5[28]
- 2016년 5월 25일 에일리 - 딴따라 OST Part.7[29]
- 2016년 6월 9일 제이켠 - [Digital Single] W A V Y
- 2016년 6월 14일 휘성 - Transformation
- 2016년 6월 17일 배치기 - 회귀
- 2016년 7월 2일 휘성 - 미녀 공심이 OST Part.8
- 2016년 7월 5일 주희 - [Digital Single] Happy
- 2016년 7월 19일 주희 - 몬스터 OST Part.4[30]
- 2016년 8월 9일 I.O.I - [Digital Single] Whatta Man
- 2016년 8월 9일 소울라이츠 - [Digital Single] 알아들어요
- 2016년 8월 15일 I.O.I - [Digital Single] 손에 손 잡고
- 2016년 8월 20일 제시 - 신데렐라와 네 명의 기사 OST Part.2
- 2016년 8월 23일 에일리 - [Digital Single] If You[31]
- 2016년 8월 31일 I.O.I - 달의 연인 - 보보경심 려 OST Part.3
- 2016년 10월 5일 에일리 - A New Empire
- 2016년 10월 17일 I.O.I - miss me?
- 2016년 10월 24일 제시 - [Digital Single] 삐빠빠룰라♡제시[32]
- 2016년 12월 28일 제시 - [Digital Single] K.B.B (가위바위보)[33]
- 2017년 1월 7일 에일리 - 도깨비 OST Part.9
- 2017년 1월 10일 소울라이츠 - Cloud
- 2017년 1월 18일 I.O.I - [Digital Single] 소나기[34]
- 2017년 1월 23일 제시 - [Digital Single] 울리지마
- 2017년 1월 31일 제이켠 - [Digital Single] 흠뻑
- 2017년 2월 24일 제이켠 - [Digital Single] 폴라로이드
- 2017년 2월 27일 에일리 - [Digital Single] 낡은 그리움
- 2017년 3월 2일 주희 - psychotherapy[35]
- 2017년 3월 18일 제시 - [Digital Single] 고등래퍼 지역대항전 Part.2[36]
- 2017년 4월 8일 신보라 - 당신은 너무합니다 OST Part.5[37]
- 2017년 6월 5일 배치기 - [Digital Single] Moonlight
- 2017년 7월 13일 제시 - Un2verse
- 2017년 8월 7일 워너원 - 1×1=1 (TO BE ONE)
- 2017년 8월 25일 케이시 - [Digital Single] 비야 와라 (Let It Rain)
- 2017년 8월 27일 제시 - [Digital Single] 판타스틱 듀오 2 Part.13[38]
- 2017년 11월 13일 워너원 - 1-1=0 (Nothing Without You)
- 2017년 11월 19일 케이시 - [Digital Single] 이 노랠 들어요
- 2017년 12월 14일 제시 - [Digital Single] 믹스앤더시티 Part.3[39]
- 2017년 12월 21일 제시 - [Digital Single] 믹스앤더시티 Part.4[40]
- 2018년 1월 18일 케이시 - 사랑받고 싶어
- 2018년 2월 9일 에일리 - 이런 꽃같은 엔딩 OST Part.3
- 2018년 2월 10일 소울라이츠 - 후편[41]
- 2018년 2월 14일 I.O.I - [Digital Single] 손에 손 잡고
- 2018년 3월 5일 워너원 - [Digital Single] 약속해요[42]
- 2018년 3월 10일 에일리 - 건반 위의 하이에나 Part.1[43]
- 2018년 3월 19일 워너원 - 0+1=1 (I PROMISE YOU)
- 2018년 4월 12일 에일리 - [Digital Single] 갈증[44]
- 2018년 4월 26일 케이시 - [Digital Single] 사진첩
- 2018년 5월 17일 제시 - [Digital Single] 가시[45]
- 2018년 6월 11일 케이시 - 기름진 멜로 OST Part.5
- 2018년 6월 24일 에일리 - 두니아~처음 만난 세계 OST Part.1
- 2018년 7월 6일 제시 - [Digital Single] Down
- 2018년 8월 29일 케이시 - 식샤를 합시다 3: 비긴즈 OST Part.7
- 2018년 9월 18일 케이시 - 웹톤 연놈 OST Part.1
- 2018년 12월 22일 에일리 - 알함브라 궁전의 추억 OST Part.3
- 2019년 7월 2일 에일리 - butterFLY